# هرمینه گالوستیان
هرمینه (آغاونی) گالوستیان (ارمنی: Հերմինե (Աղավնի) Գալուստյան؛ زاده ۱۹۱۴ – درگذشته ۳ سپتامبر ۱۹۸۹) سیاستمدار، آموزگار و ریاضی‌دان اهل ارمنستان-ترکیه بود. وی عضو فرهنگستان ملی علوم ارمنستان بود.

## زندگی‌نامه
در ۱۹۱۴ در کنستانتینوپل به دنیا آمد. از دبیرستان تربیت معلم پاریس و دپارتمان ریاضیات دانشگاه استانبول فارغ‌التحصیل شد. در دانشگاه استانبول ریشارد فن میزس و ویلیام پریگر وی همچنین برندهٔ جوایزی همچون، و شده‌است. بین سال‌های ۱۹۴۸ و ۱۹۷۳ گالوستیان مدیر دبیرستان ارمنی یسائیان بود. در سال ۱۹۶۱ وی اولین زن اقلیت غیر مسلمان شد که به مجلس این جمهوری راه یافت. در سال ۱۹۷۵ کتابی به زبان ارمنی تحت عنوان «Towards the Past and Now: Towards Fezaya» به چاپ رساند. در ۳ سپتامبر ۱۹۸۹ در سن ۷۵ سالگی درگذشت.